# Litauische Landwirtschaftsbibliothek

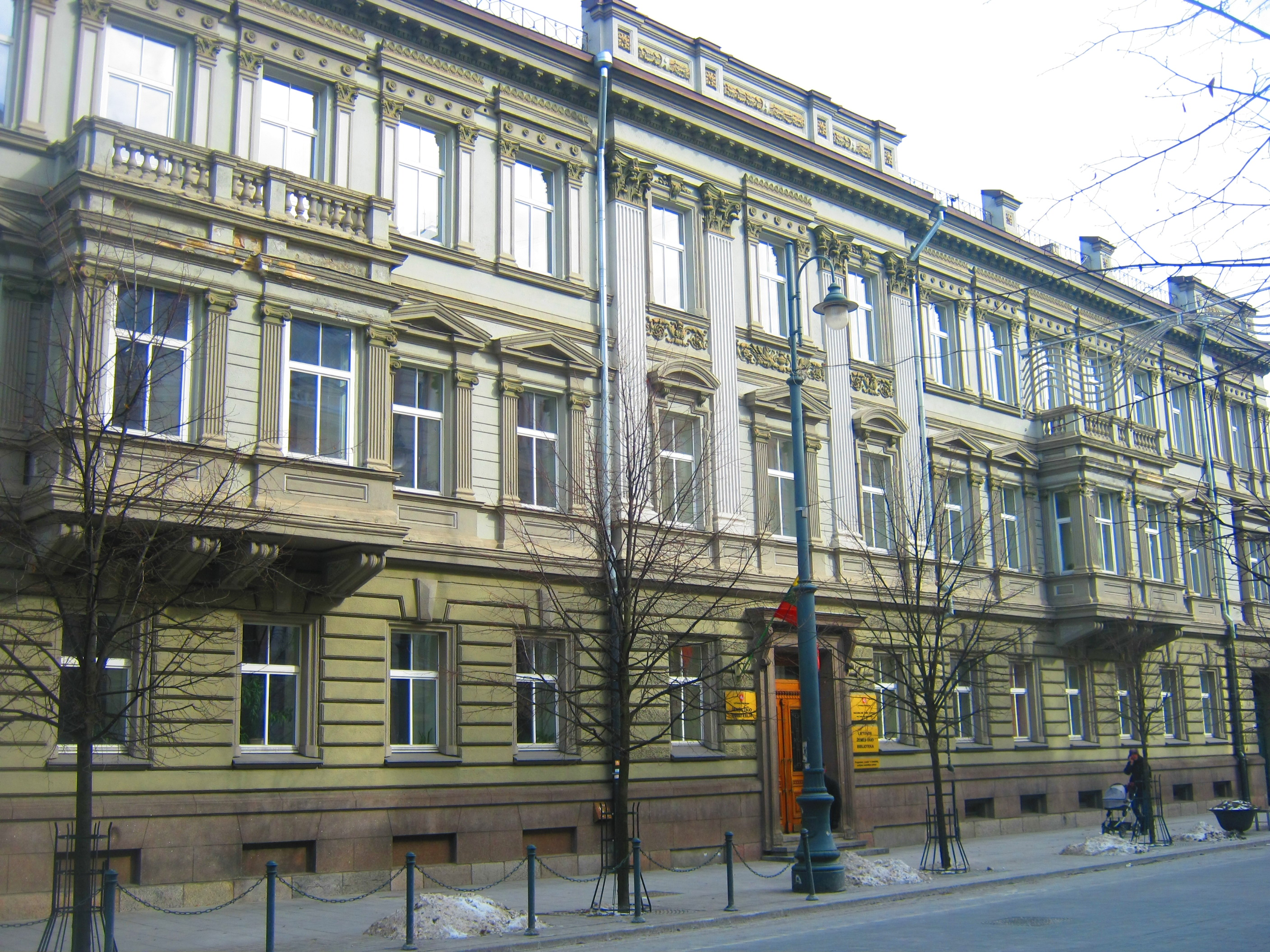
Bibliothek in Vilnius

Die Litauische Landwirtschaftsbibliothek (litauisch Lietuvos žemės ūkio biblioteka) ist eine spezialisierte Bibliothek für landwirtschaftliche Literatur in der litauischen Hauptstadt Vilnius. In ihrem Bestand gibt es 148.200 Dokumente, davon 129.100 Bücher und Zeitschriften. Sie befindet sich in der Altstadt Vilnius, im Gedimino prospektas.

## Geschichte
1924 gründete das Landwirtschaftsministerium Litauens die Bibliothek der landwirtschaftlichen Literatur. 1969 errichtete man die Bibliothek der Landwirtschaft Litauens am Landwirtschaftsministerium von Sowjetlitauen. 1970 wurde sie zur Republikwissenschaftsbibliothek. Seit 1992 ist die Bibliothek eigenständig. Seit 2002 ist sie Mitglied von Lietuvos mokslinių bibliotekų asociacija.